# یادگار زریران
یادگار زریران یا ایاتکار زریران، رسالهٔ حماسی و مذهبی کوتاهی است در اصل به زبان پارتی(پهلوی) و ظاهراً نثر توأم با شعر بوده است چون در خلال آن، واژگان، ترکیبات و ساختارهای پارتی را می‌توان دید؛ اما به صورت کنونیِ آن به خط و زبان پارسیگ است. این متن که در سال ۵۰۰ میلادی یا کمی دیرتر نوشته شده است، قدیمی‌ترین داستان پهلوانی است که به زبان‌های ایرانی برای ما باقی‌ مانده است. متن دارای ۱۱۴ بند متن اصلی و ۷ بند پایان‌نوشت است که صفحات ۱ تا ۱۷ مجموعهٔ متون پهلوی را به خود اختصاص داده است. این متن در بعضی از دستنویس‌ها «شاهنامهٔ گشتاسپ» نیز نامیده شده است.
اگر چه یادگار زریران اثری از ادبیات دورهٔ ساسانی است، اما اصل آن به زمان اشکانی می‌رسد. به دو دلیل: یکی اینکه برخلاف سایر متون پهلوی که در آن‌ها معمولاً به اوضاع زمان ساسانی و اوایل دورهٔ اسلامی اشاره شده و از شخصیت‌های آن زمان نام رفته است، متن در این مورد سکوت کرده است. دلیل دیگر وجود تعداد زیادی از کلمات پارتی در آن است.
نکتهٔ دیگر وجود نام رستم دستان در این متن پارتی است. در واقع این قدیمی‌ترین دست‌نوشته‌ای است که نام پهلوان بزرگ تاریخ ایران را در خود حفظ کرده است. و این نشان دهنده این است که رستم در زمان اشکانیان مورد احترام و ارج مردم بوده است.
به نظر می‌رسد که یادگار زریران در اصل اثری نمایشی بوده است که به وسیلهٔ گوسان‌ها به اجرا درمی‌آمده است.

## سبک نگارش
نخستین بار نولدکه موضوع منظوم یا منثور بودن یادگار زریران را مطرح کرد. او پس از ذکر این نکته که بیان واقعی و زندهٔ الفاظ پهلوی از پس خط نارسای آن بر ما شناخته نیست، می‌گوید که در این مورد نمی‌توان نظری قطعی داد. بعد با اشاره به ناهم‌سانی اجزای برخی جملات، از نظر کوتاهی و بلندی، احتمال می‌دهد که این متن منثور بوده و ایرانیان، در گذشته‌های دور، تنها روایات حماسی منثور داشتند.
محمدتقی بهار جمله‌بندی قسمت‌هایی از یادگار زریران را مطابق قواعد معمول نثر پهلوی نمی‌بیند و از این‌رو بر این عقیده است که این قسمت‌ها، یعنی جملات خطابی، در اصل منظوم بوده و کل اثر را آمیخته‌ای می‌داند از نظم و نثر که بر اثر مرور زمان، عبارات آن دچار اغتشاش شده و شکل اصلی خود را از دست داده است.
بارتولومه با بررسی بند ۸۴ از یادگار زریران دربارهٔ سه سطر نخستین مویه بستور، پسر زریر بر پیکر بی‌جان پدر می‌نویسد: به سبب قدرت تکان‌دهنده و شورانگیزش که در سراسر ادبیات پهلوی کتابی نظیرش یافت نمی‌شود، از آوازی برگرفته شده یا از شعری حماسی.

## موضوع یادگار زریران
پس از اینکه گشتاسپ و خاندان او به آیین مزداپرستی می‌گروند، ارجاسپ شاه خیون‌ها در نامه‌ای که به گشتاسپ می‌نویسد از او می‌خواهد که یا دست از دین نو بردارد یا آمادهٔ جنگ شود. چون گشتاسپ در دادن پاسخ به ارجاسپ دودلی نشان می‌دهد، زریر برادر او، پاسخِ نامه را بی‌باکانه می‌دهد و با ارجاسب قرار جنگ می‌گذارد و سالاری سپاه ایران را به‌دست می‌گیرد. پیش از آغاز جنگ جاماسب در پیش‌بینی خود کشته شدن زریر و شاهزادگان ایران را در نبرد تن‌به‌تن با دشمن به گشتاسپ خبر می‌دهد. گشتاسپ با شنیدن آن می‌خواهد از شرکت آنان در جنگ جلوگیری کند. جاماسپ به گشتاسب می‌گوید که در این صورت چه کسی می‌تواند از هجوم دشمن جلوگیری کند و چون او را از پیروزی نهایی ایران در جنگ آگاه می‌کند، گشتاسپ خشنود می‌شود. با تأکید بر وفاداری خود به دین مزداپرستی به تماشای جنگ می‌نشیند. پس از کشته شدن زریر، کسی آمادگی برای نبرد تن‌به‌تن با ویدرفش جادو، کُشندهٔ زریر را در خود نمی‌بیند، مگر بستور پسر زریر. با آنکه او خردسال است، گشتاسپ به پیروی از اندرز جاماسب، بر او آفرینی می‌خواند و به او تیری می‌دهد. بستور، در نبرد تن‌به‌تن با ویدرفش جادو، با آن تیر وی را می‌کشد. پس از او گرامی‌کرد (پسر جاماسب) و اسفندیار (پسر گشتاسپ) ایرانیان را در جنگ با دشمن به پیروزی می‌رسانند.
مطالب این اثر از متنی اوستایی گرفته شده است که امروز اصل آن در دسترس نیست. اما بخش‌هایی از آن در ضمن سرگذشت زرتشت در کتاب هفتم دینکرد آمده است. شرح جنگ‌های گشتاسب و ارجاسب را دقیقی به نظم کشیده و فردوسی آن‌ها را عیناً نقل کرده است. در مواردی مطالب این منظومه با یادگار زریران قابل انطباق است.

## آثار بعد از اسلام
در نیمهٔ نخست سدهٔ چهارم، دقیقی داستان یادگار زریران را از نثر به نظم درآورده است که در شاهنامهٔ فردوسی نیز آمده است. شعر دقیقی در عین نزدیکی کاملاً با متن داستان یکسان نیست. از سدهٔ چهارم تا ششم هجری نیز تنها در «غرر اخبار ملوک الفرس» اثر ثعالبی از این داستان یاد شده است. برخی دیگر از مورخان تنها به نبرد ارجاسب و گشتاسپ اشاره می‌کنند.
ردّ پای سوگنامهٔ داستان زریران را در کتاب‌های مقتل هم (که به بازگویی داستان کربلا می‌پردازد) دیده می‌شوند.
در شاهنامه، گرامی‌کرد (گرامی کردار)، پسر جاماسب، در حین نبرد، دست‌هایش قطع می‌شود و درفش (پرچم) را به دندان می‌گیرد که روایت کتب مقتل از دست‌های قطع‌شدهٔ عباس بن علی و گرفتن مشک آب توسط او تداعی می‌شود. رفتار شمر در داستان کربلا، هم بی شباهت به بیدرفش جادو در یادگار زریران، نیست. به‌نظر می‌آید که بعید نباشد روایت‌های حماسی-دینی این سوگنامه، در مایه‌ور ساختنِ ذهنِ تعزیه‌خوانان و نویسندگانِ کتاب‌هایِ روضة الشهدا و تصویرگران تراژدی کربلا مؤثر افتاده باشد.

## چاپ‌ها و ترجمه
متن این رساله در مجموعهٔ متون پهلوی جاماسپ آسانا به چاپ رسیده است. این رساله توسط محمدتقی بهار، مهرداد بهار، سعید عریان، بیژن غیبی، یحیی ماهیار نوابی و ژاله آموزگار وسهند آقایی به فارسی ترجمه شده است.